# Христо Илиов
Христо Илиов (Ильов) е български революционер, демирхисарски войвода на Вътрешната македоно-одринска революционна организация.

## Биография
Роден е в 1878 година в демирхисарското село Радово. По професия е млекар. В 1901 година влиза във ВМОРО. По време на Илинденско-Преображенското въстание през лятото на 1903 година е войвода на радевската чета. След погрома на въстанието от 1904 до 1907 година е четник при съселянина му Алексо Стефанов и Ташко Арсов.